# Phyllonorycter aemula
Phyllonorycter aemula is een vlinder uit de familie mineermotten (Gracillariidae). De wetenschappelijke naam is voor het eerst geldig gepubliceerd in 1997 door Triberti, Deschka & Huemer.
De waardplant van deze soort is Europese hopbeuk (Ostrya carpinifolia).
De soort komt voor in Italië, Oostenrijk en Tunesië.